# Hard Tarn
Der Hard Tarn ist ein See im Lake District, Cumbria, England.
Der Hard Tarn liegt an der Ostseite eines Bergrückens zwischen dem Nethermost Pike im Norden und dem Dollywagon Pike im Süden.
Der See hat keinen erkennbaren Zufluss und keinen erkennbaren Abfluss.